# Muriel Lester

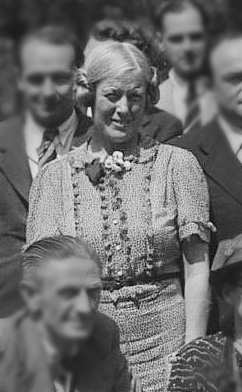
Muriel Lester, 1938

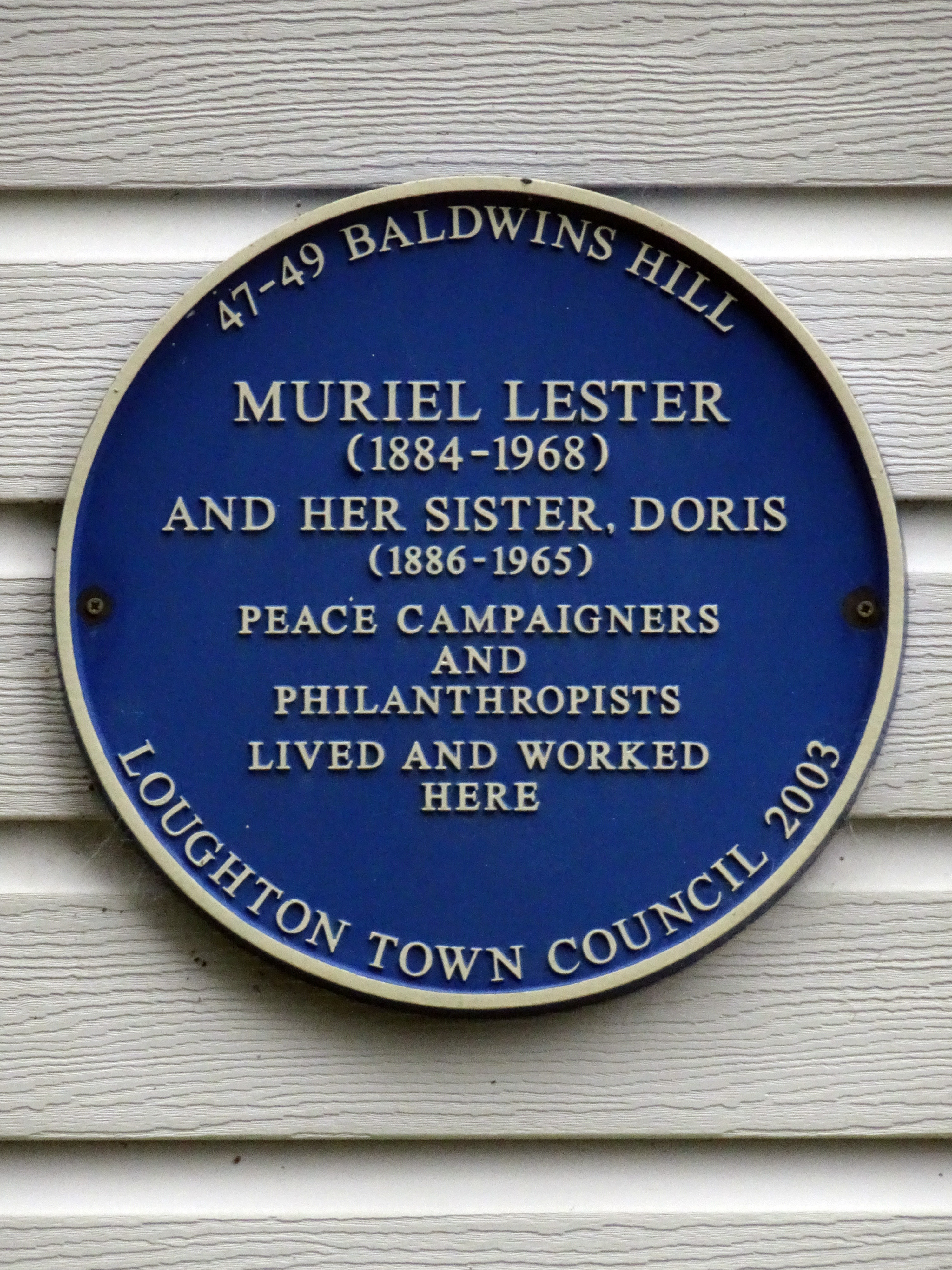
Blue Plaque am Haus der Schwestern Lester in Laughton

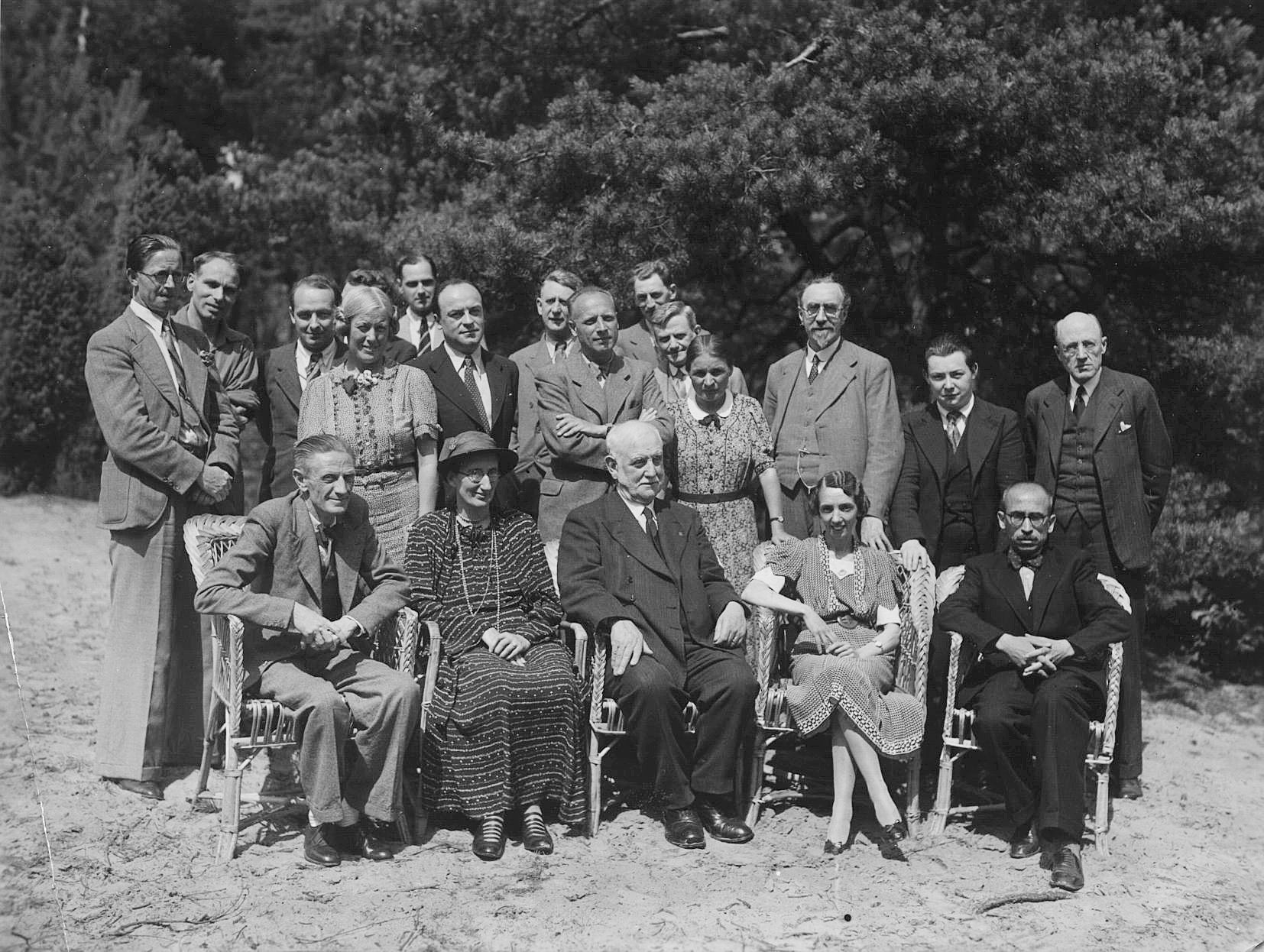
Treffen des Internationalen Rates des War Resisters’ International (WRI) im Rahmen der Bilthovener Treffen im Broederschapshuis in Bilthoven, Juli 1938 (Lester stehend, vierte von links)

Muriel Lester (* 9. Dezember 1883 in Leytonstone, Essex; † 11. Februar 1968 in Loughton, Essex) war eine englisch-britische Sozialreformerin, Pazifistin und Baptistin.

## Leben
Muriel Lester war die dritte Tochter von Henry Lester (1834–1927), einem wohlhabenden Geschäftsmann, und Rachel Mary Lester (geborene Goodwin, 1853–1918). Der Eltern waren religiös, der Vater war Präsident der Essex Baptist Union, und sozial engagiert. Der Vater war auch Magistrate und Vorsitzender der Schulaufsicht von West Ham. Lester wurde mit 15 Jahren Baptistin.
In Loughton lebte sie mit ihren Eltern in deren Anwesen The Grange und erwarb später ein Holzhaus, Rose Cottage, das sie in Rachel Cottage umbenannte und als Ferienheim für Kinder aus dem East End nutzte. Später verkauften die Schwestern Lerster The Grange und Rachel Cottage, um Wohnungen daraus zu machen. Sie erwarben das Haus Baldwins Hill 49 in Loughton, das zuvor von dem Künstler Jacob Epstein bewohnt worden war. Dort erinnert eine Blue Plaque an sie.
Lester besuchte eine progressive Tagesschule, das Wanstead College, und anschließend die St Leonards School in St Andrews. Ein zufälliger Ausflug ins Londoner East End im Jahr 1902 öffnete ihr erstmals die Augen für die bittere Armut. Sie beschloss, auf ihren eigenen Reichtum zu verzichten und mit den Armen zu arbeiten und zu leben. Im Jahr 1914 eröffnete sie mit Hilfe ihrer Schwester Doris die Kingsley Hall in Bow, die den Menschen vor Ort als Gemeindezentrum und Kirche diente. Kingsley Hall wurde nach Lesters im Alter von 26 Jahren verstorbenen Bruder benannt. Die Ziele des Zentrums wurden auf den Mitgliedskarten wie folgt formuliert „a place of fellowship in which people can meet for social, educational and recreational intercourse without barriers of class, colour or creed“. Die Schwestern errichteten sie auch eine Kinderkrippe und 1930 eine zweite Kingsley Hall in Dagenham. Muriel Lester war von 1922 bis 1925 Stadträtin im Metropolitan Borough of Poplar.
Mit Beginn des Ersten Weltkriegs wurde Lester zur Pazifistin. Sie war Gründungsmitglied des Internationalen Versöhnungsbundes (Fellowship of Reconciliation). Im Jahr 1934 wurde sie zunächst Botschafterin und später Reisesekretärin des Internationalen Versöhnungsbundes. 
Lester traf Mahatma Gandhi zum ersten Mal 1926, wurde eine enge Freundin und reiste häufiger nach Indien. Im Jahr 1931 nahm Gandhi an der 2. britisch-indischen Round-Table-Konferenz in London teil und wohnte in der Zeit bei Lester in Kingsley Hall. Lester begleitete Gandhi 1934 auf einer Reise durch die von einem Erdbeben betroffenen Regionen in Bihar. Bei einer Reise 1937 wurde Lester von ihrem Neffen George Hogg begleitet, der auf der Reise in das von Japan besetzte China kam. Er sah vor Ort die Zerstörung, die der japanische Angriffskrieg verursacht hatte, und das Leiden der chinesischen Bevölkerung. Das war der Ausgangspunkt für Hoggs spätere berühmte Aktion, bei der er 60 verwaiste Jungen rettete und sie 1.100 km weit in Sicherheit brachte.
Spätestens ab dem Spanischen Bürgerkrieg war Lester eine führende Pazifistin. Im Juli 1938 nahm sie an einem Treffen des Internationalen Rates des War Resisters’ International (WRI) im Rahmen der Bilthovener Treffen im Broederschapshuis in Bilthoven teil.
In seinem Buch White Corpuscles in Europe (1939) zum Ende des Spanischen Bürgerkriegs und zum Beginn des Zweiten Weltkriegs schrieb der US-amerikanische Schriftsteller Allan A. Hunter, dass  es durch die Arbeit „von Menschenfreunden wie Muriel Lester“ einen Grund für Optimismus gäbe. Die Nobelpreisorganisation geht davon aus, dass sie irgendwann vor dem Zweiten Weltkrieg auch für den Friedensnobelpreis nominiert wurde (auch wenn es vor 1939 keine Aufzeichnungen über die Nominierten gibt).
Lester zog sich 1958 aus dem Berufsleben zurück und wurde 1963 an ihrem achtzigsten Geburtstag mit der Freedom of the Borough of Poplar ernannt.
Lester hatte die Gabe Muriel Lester sich nahtlos einzufügen und ihren Mitmenschen ein gutes Gefühl zu vermitteln, unter einfachen Leuten oder beim Latrinenreinigen in Ashram genauso wie mit einflussreichen Persönlichkeiten oder im Weißen Haus. Ihr Glaube und ihr kompromissloser Lebensstil machten den Umgang mit ihr aber auch zu einer Herausforderung. Auch ihre Schriften zeugen davon: Neben zahlreichen Reiseberichten schrieb sie Artikel und veröffentlichte über zwanzig Werke, darunter zwei autobiografische Erzählungen, It Occurred to Me (Harper Brothers, New York City 1939) und It So Happened (ebenda 1947).
Lester starb 1968 in ihrem Haus in Loughton. Ihre Papiere befinden sich im Archiv des Swarthmore College in Swarthmore, PA.

## Weitere Literatur
- Richard Deats (Hrsg.): Ambassador of Reconciliation. A Muriel Lester Reader. New Society Publishers, Santa Cruz, CA 1991, ISBN 978-0-86571-210-2.
- Jill Wallis: Mother of World Peace. The life of Muriel Lester. Hisarlik Press, Enfield Lock 1993, ISBN 978-1-874312-15-4.